# Újfehértói gyepek
Újfehértói gyepek este o arie protejată (arie specială de conservare — SAC, sit de importanță comunitară — SCI) din Ungaria întinsă pe o suprafață de 497,05 ha, integral pe uscat.

## Localizare
Centrul sitului Újfehértói gyepek este situat la coordonatele 47°47′33″N 21°41′29″E / 47.7925°N 21.691389°E.

## Înființare
Situl Újfehértói gyepek a fost declarat sit de importanță comunitară în mai 2004 pentru a proteja 1 specie de plante și 3 specii de animale. Situl a fost protejat și ca arie specială de conservare în februarie 2010.

## Biodiversitate
Situată în ecoregiunea panonică, aria protejată conține 3 habitate naturale: Stepe și mlaștini sărate panonice, Stepe panonice nisipoase, Pajiști aluvionare inundabile, de Cnidion dubii.
La baza desemnării sitului se află mai multe specii protejate:
- plante (1): Cirsium brachycephalum
- amfibieni (1): buhai de baltă cu burta roșie (Bombina bombina)
- mamifere (1): popândău (Spermophilus citellus)
- reptile (1): țestoasa de baltă (Emys orbicularis)

Pe lângă speciile protejate, pe teritoriul sitului au mai fost identificate 1 specie de plante.